# Chaetosiphonaceae
Chaetosiphonaceae es una familia de algas del orden Bryopsidales.

## Géneros
- Blastophysa
- Chaetosiphon